# 帯嶺駅
帯嶺駅（たいれいえき）とは、中華人民共和国黒竜江省伊春市大箐山県に位置する綏佳線の駅。

## 歴史
- 1941年　開業。

## 隣の駅
中華人民共和国鉄道部
綏佳線
朗郷駅 - 帯嶺駅 - 松青駅
座標: 北緯47度01分15秒 東経129度00分49秒 / 北緯47.0209度 東経129.0137度